# Архаров, Николай Петрович
Никола́й Петро́вич Арха́ров (7 [18] мая 1742 — 14 [26] марта 1814, Рассказово, Тамбовская губерния, Российская империя) — обер-полицмейстер Москвы, Московский губернатор, генерал-губернатор Тверского и Новгородского наместничеств, Санкт-Петербургской губернии, генерал от инфантерии. Старший брат Ивана Петровича Архарова; дед публициста А. А. Краевского.
Знаменит тем, что от его фамилии произошёл термин «архаровец», в его первоначальном значении — ироническое обозначение служителя полиции.

## Биография
Николай Архаров происходил из дворянского рода Архаровых. Родился в семье отставного бригадира, каширского помещика Архарова Петра Ивановича и его жены Аграфены Алексеевны (дочери Алексея Ивановича Бунина, каширского, белёвского и чернского помещика). В 1754 году он вступил в гвардию, в 1756 году начал службу как солдат Преображенского полка. В 1761 году стал сержантом, в 1764 году — прапорщиком, в 1765 — подпоручиком, в 1771 году произведён в капитан-поручики.
Его восхождение по карьерной лестнице началось в 1771 году во время операции под предводительством Г. Г. Орлова по подавлению Чумного бунта, вспыхнувшего в связи с эпидемией чумы в Москве. Граф Орлов прибыл в Москву 26 сентября 1771 года с четырьмя гвардейскими полками. Архаров проявил себя исполнительным и энергичным офицером, поэтому по предложению Г. Г. Орлова, императрица Екатерина II перевёла его в штат полиции со званием полковника.
В 1772 году Архаров был назначен обер-полицмейстером Москвы. На этом посту он проявил себя хорошим следователем. Екатерина II иногда приглашала Архарова в Санкт-Петербург для расследования наиболее запутанных дел (в 1774 году он занимался розыском по делу о Пугачевском бунте).
Деятельность Архарова как московского обер-полицеймейстера долго жила в памяти москвичей. Обер-полицеймейстер знал до мельчайших подробностей все, что делалось в Москве, всевозможные пропажи отыскивались с изумительной быстротой. Архаров использовал довольно жесткие и зачастую спорные меры для наведения порядка на улицах Москвы (нередко виновность подозреваемого он определял просто взглянув на него), однако деятельность его была довольно эффективна.
Приемы, которыми пользовался Архаров для раскрытия самых сложных преступлений, нередко отличались оригинальностью и породили многочисленные анекдоты о нём. По одной из версий, именно его сотрудников начали называть «архаровцами» — впоследствии это слово стало крылатым, хотя и несколько изменило своё значение.
В 1774—1775 годах участвовал в следствии по делу Емельяна Пугачёва. Являлся главным распорядителем его казни. В 1775 году произведён в бригадиры. 28 июля 1777 года он получил звание генерал-майора, а 5 мая 1779 года был награждён орденом Святой Анны первой степени.
С 1781 года он занимал пост московского гражданского губернатора, в 1783 году произведён в генерал-поручики. В 1785 году был пожалован орденом Александра Невского, в том же году получил назначение генерал-губернатором Тверской и Новгородской губерний. Во время русско-шведской войны 1788—1789 годов по инициативе Архарова для защиты открытой русской границы со стороны Финляндии специальным указом правительства были организованы отряды, состоящие из мелкопоместных дворян в управляемых им территориях. За это Архаров был награждён в 1790 году орденом Святого Владимира 1-й степени. С 1790 года он также стал начальником местных водных коммуникаций и внёс немалый вклад в их развитие.
В 1795 году переведён в столицу петербургским генерал-губернатором. После восшествия на престол Павел I наградил Архарова 9 ноября 1796 года орденом Андрея Первозванного и возвёл его в полное генеральское достоинство (произвёл в генерал-аншефы), причем орденскую ленту для награждения император снял с себя самого, что было знаком особой милости. 24 ноября 1796 года стал генералом от инфантерии. Знаки внимания и расположения оказывались Архарову и в дальнейшем, так, в день коронования Павла I (5 апреля 1797 года) Архарову было пожаловано 2000 душ.
В ноябре 1796 года назначен членом Комиссии о растрате денег в Дворянском заёмном банке и шефом сформированного в том же году в Санкт-Петербурге Тенгинского мушкетёрского полка. С ноября 1796 по 15 июня 1797 года Архаров занимал пост второго (гражданского) генерал-губернатора, в то время как первым (военным) губернатором числился великий князь Александр Павлович.  Однако милости императора Павла редко продолжались дольше года. Архаров был 15 июня 1797 года внезапно отставлен от должности и вместе с братом Иваном удалён в свои имения в Тамбовскую губернию без права посещать столицы. Там он прожил безвыездно три года до кончины императора.
Получив с новым царствованием право жить в Москве, проводил время в покое то там, то в своих деревнях. Скончался в с. Рассказове недалеко от Тамбова 14 марта 1814 года (по другим данным в январе 1814). Погребён в Иоанно-Предтеченском Трегуляевском мужском монастыре.
Архаров Н. П. был холост, имел от актрисы М. С. Синявской «воспитанницу» (внебрачную дочь) — Варвару Николаевну (фон дер Пален), которая содержала одно время пансион в Москве и была матерью издателя и журналиста А. А. Краевского.
Деятельности Н. П. Архарова на посту обер-полицмейстера Москвы посвящены детективно-исторические романы Д. Трускиновской, вошедшие в цикл «Архаровцы» (действие первого романа разворачивается во время Чумного бунта).